# Кубичка, Терри
Те́рри Куби́чка (произносится также Каби́ка, англ. Terry Paul Kubicka, родился 3 апреля 1956 в Лонг Бич, штат Калифорния, США) — бывший американский фигурист, чемпион США 1976 года, единственный фигурист, легально на соревнованиях исполнивший сальто назад. Впоследствии международный судья по фигурному катанию.

## Биография
Имеет чешские корни, в советских источниках фамилия указывается как Кубичка, однако американцы называют его Кабика, в соответствии с нормами английского языка. Семья Терри переехала в Сайпресс (штат Калифорния), после просмотра шоу Ice Follies родители решили направить сына заниматься фигурным катанием. Его постоянным тренером в 1967 стал Эви Скотволд (Evy Scotvold). Выступал за клуб Arctic Blades FSC. Побеждает на чемпионате США в категории юношей (novice) в 1971. На чемпионате США среди юниоров 1972 пытается исполнять тройной сальхов (с недокрутом вполоборота) и тройной тулуп (чисто), занимает 1-е место. После 2-го места на взрослом чемпионате США 1974, где он исполняет тройной лутц, четвёртым в истории и первым среди американских одиночников, Кубичка попадает в сборную страны. На чемпионате мира 1974 в произвольной программе расшнуровался ботинок, Терри остановил программу, продолжив её с прерванного места по указанию рефери (ИСУ ввело это правило после случая с советской парой Роднина — Зайцев в 1973). На следующем чемпионате мира 1975, после посредственных обязательных фигур (11-е место), улучшил результат в короткой программе, по сумме двух видов поднявшись на 8-е место. В произвольной программе произвел сенсацию, чисто исполнив четыре тройных прыжка, включая тройной лутц и впервые в истории чемпионатов мира — тройной флип, завершил программу также впервые исполненным в соревнованиях фигуристов сальто назад (back flip), вызвав овацию зала. Пораженные судьи неожиданно отдали Кубичке первое место в произвольной программе, поставив выше всех фаворитов, включая чемпиона Сергея Волкова.
На чемпионате США 1976 Кубичка в произвольной программе (на муз. Н. Даймонда и Э.-Л. Уэббера) исполняет уже пять тройных прыжков (также впервые в истории), включая комбинацию тройной флип — мазурка — двойной аксель, тройной лутц, два тройных сальхова и тройной тулуп, сальто назад и шесть прыжков баттерфляй подряд. Судьи выставили оценки 5,8-5,9, кроме одной 5,5 от судьи М. Затса, рефери Б. Райт тут же вызвал судью и в присутствии возмущенных зрителей долго отчитывал его за несправедливую оценку. На Олимпийских играх 1976 покорились 4 тройных прыжка, за технику судьи выставили оценки 5,8-5,9, отдав третье место в произвольной программе. Наконец, на чемпионате мира 1976 Терри повторил сложнейший набор элементов, исполненный на национальном чемпионате, то есть впервые в истории чемпионатов мира сделав пять тройных прыжков (кассета с записью музыки неожиданно звучала быстрее, завершившись на 2 секунды раньше положенных 5 минут, за что Кубичка был наказан снижением оценок). Все три этих выступления вызывали бурю восторга и овацию стоя зрителей зала.
Кубичка вошёл в историю, как фигурист, единственный, исполнивший легально сальто назад на соревнованиях. В художественном, артистическом плане, как и в обязательных фигурах, заметно отставал.
Затем завершил выступления, посвятив себя ветеринарии и семье (в сентябре 1982 женился, имеет троих детей). ИСУ официально запретил исполнение сальто назад, как чрезвычайно опасный элемент (исполнившая его на Олимпиаде-98 С. Бонали была наказана снижением судейских оценок на 0,2 балла). В 2005 Кубичка вернулся в фигурное катание и стал техническим контролером ИСУ.

## Спортивные достижения
| Соревнования            | 1974 | 1975 | 1976 |
| Зимние Олимпийские игры |      |      | 7    |
| Чемпионаты мира         | 12   | 7    | 6    |
| Чемпионаты США          | 2    | 2    | 1    |
| Skate Canada            |      | 3    |      |